# Micropsectra rilensis
Micropsectra rilensis är en tvåvingeart som beskrevs av Gilka 2001. Micropsectra rilensis ingår i släktet Micropsectra och familjen fjädermyggor.
Artens utbredningsområde är Bulgarien. Arten har ej påträffats i Sverige. Inga underarter finns listade i Catalogue of Life.